# Regolo aeronautico

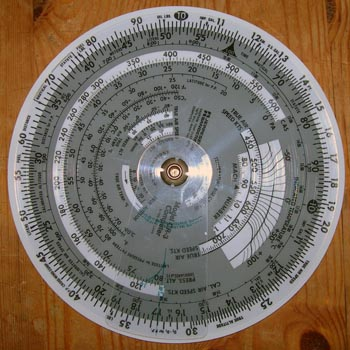
Regolo aeronautico, lato per la maggior parte dei calcoli

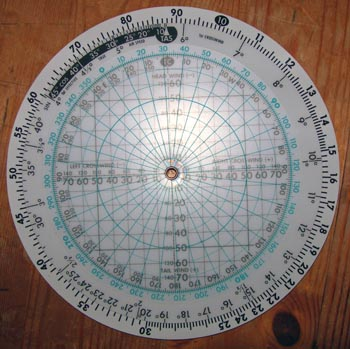
Regolo aeronautico, lato per ricavare la velocità al suolo

Il regolo aeronautico è uno strumento di calcolo analogico di forma circolare, basato sul funzionamento del regolo calcolatore ed appositamente ideato per essere strumento di supporto nel volo aeronautico. Precursore della possibilità di effettuare conversioni tramite una calcolatrice od un computer, si rivela ancora utile nella sua immediata intuibilità di funzionamento e nella velocità di ottenimento del dato ricercato.
Attualmente è realizzato in materiale plastico, leggero e resistente, ed è composto da più dischi concentrici con scale graduate. Con il semplice movimento delle diverse scale graduate, stampate sulle superfici di entrambi i lati dei dischi, è possibile far combaciare graficamente il dato fornito per trovare il suo corrispondente nel diverso sistema di misura.
Permette di eseguire i seguenti calcoli:
- conversione di misure metriche in misure anglosassoni;
- conversione di misure riguardanti quota, pressione, temperatura;
- calcolo dei consumi stimati e dei tempi stimati per raggiungere una determinata destinazione, conoscendo velocità al suolo e consumo orario;
- calcolo della velocità (anemometrica) vera, conoscendo quella indicata (che risente di errori di pressione, temperatura, compressibilità e dell'anemometro);
- calcolo della velocità al suolo, conoscendo la velocità anemometrica vera e la velocità e la direzione del vento, nonché della prua da tenere per correggere l'effetto deviante del vento.